# Mallota intermedia
Mallota intermedia är en tvåvingeart som beskrevs av Hull 1949. Mallota intermedia ingår i släktet hålblomflugor, och familjen blomflugor.
Artens utbredningsområde är Peru. Inga underarter finns listade i Catalogue of Life.